# 格里戈里·列文科
格里戈里·伊万诺维奇·列文科（俄语：Григорий Иванович Ревенко，1936年4月29日—2014年10月26日），乌克兰人，苏联党和国家领导人米哈伊尔·谢尔盖耶维奇·戈尔巴乔夫的顾问，苏联解体后，曾在俄罗斯社会民主党任职。